# Duncan Jones (regista)
Duncan Zowie Haywood Jones (Beckenham, 30 maggio 1971) è un regista e sceneggiatore britannico.

## Biografia
Figlio del celebre cantautore David Bowie (1947-2016), al secolo David Robert Jones, e della sua prima moglie, l'attrice e musicista Mary Angela Barnett (1949), alla sua nascita il padre gli dedicò il brano Kooks, incluso nell'album del 1971 Hunky Dory. Ha due sorellastre: Alexandria "Lexi" Jones, nata nel 2000 e figlia del padre e della modella somala Iman, e Stacia Lipka, nata nel 1980 e figlia della madre e del musicista Drew Blood (al secolo Andrew Lipka).
Cresciuto tra Berlino, Londra e Vevey, dove ha studiato presso la Commonwealth American School, nel 1980, quando aveva 9 anni i genitori divorziarono e fu affidato al padre, che lo iscrisse presso un prestigioso collegio scozzese. Dall'età di 12 anni e per buona parte dell'adolescenza si fece chiamare Joe Jones, ricominciando ad usare il suo vero nome una volta raggiunta la maggiore età. Nel 1995 si laureò in filosofia al college di Wooster, e successivamente ottenne un dottorato di ricerca all'Università Vanderbilt nel Tennessee, per poi completare gli studi frequentando la London Film School, dove si è laureato come regista. 
Il 31 luglio 2016 ha annunciato sul suo account Twitter la nascita del figlio Stenton David Jones, nato il 10 luglio. Il nome è stato scelto in onore del nonno e del bisnonno Haywood Stenton Jones. Il 28 aprile 2018 annuncia, sempre sul suo account Twitter, la nascita della seconda figlia, Zowie Tala Mabsie Jones, nata il 18 aprile.

## Carriera

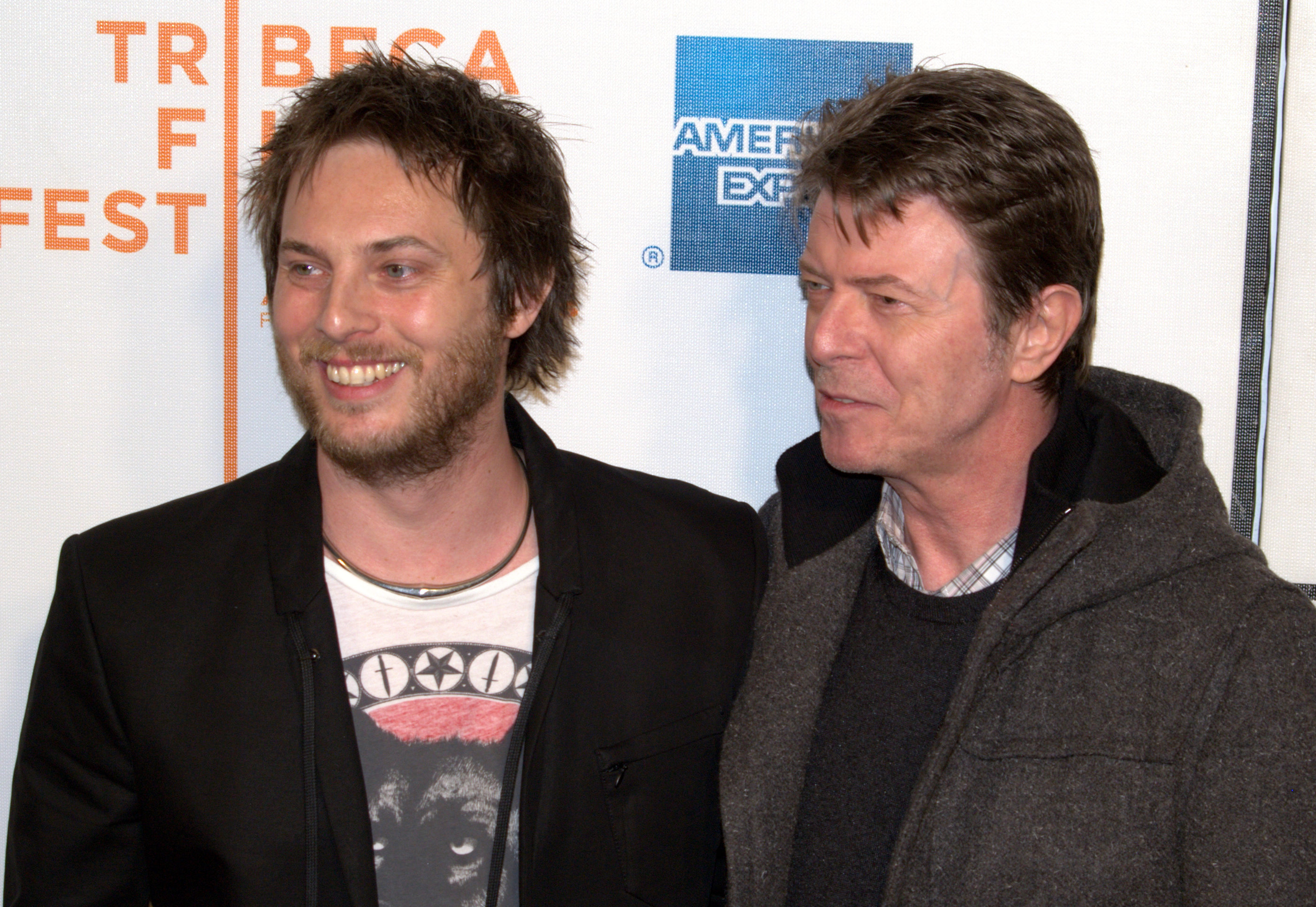
Duncan Jones insieme al padre David Bowie alla prima del film Moon al Tribeca Film Festival 2009

Dopo aver diretto nel 2002 il cortometraggio fantascientifico Whistle, nel 2006 è regista per una campagna per l'etichetta di moda, French Connection, attraverso il lancio di Fashion vs Style. A Jones viene affidato il compito di ringiovanire il marchio londinese.
Nel 2008 dirige il suo primo lungometraggio, il thriller fantascientifico Moon, interpretato interamente da Sam Rockwell. Moon, considerato una piccola perla delle produzioni indipendenti, ha trovato un'ottima accoglienza al Sundance Film Festival ed è stato acquistato, per gli Stati Uniti, dalla Sony Pictures Classics. Il film, scritto appositamente per Rockwell, è stato realizzato con un budget limitato (5 milioni di dollari), cercando di ridurre al minimo i costi di produzione, riducendo al minimo il cast, sostanzialmente composto da un solo attore, ed effettuando le riprese principalmente in studio. Moon rende inoltre omaggio ai film di fantascienza amati da Jones in gioventù, come 2002: la seconda odissea (1972), Alien (1979) e Atmosfera zero (1981), con l'intento di ricreare le atmosfere dei film fantascientifici degli anni settanta e ottanta.
Nel 2011 la Summit Entertainment gli affida la regia di Source Code. Il 30 gennaio 2013 la Blizzard Entertainment annuncia di aver affidato a Jones la regia di Warcraft - L'inizio, pellicola basata sull'omonima saga e effettivamente uscita il 1º giugno 2016.
Nel novembre 2015 Jones ha annunciato quale sarà il suo prossimo progetto dopo Warcraft, vale a dire nuovamente di un film thriller fantascientifico, intitolato Mute, con Alexander Skarsgård e Paul Rudd. Jones ha affermato di star sviluppando questo progetto da molti anni e l'ha descritto come un "sequel spirituale" di Moon, pesantemente ispirato al film Blade Runner di Ridley Scott. Il film, ambientato in una Berlino del futuro, segue l'investigazione di un barista muto sulla scomparsa di un suo collega.

## Filmografia

### Regista
- Whistle – cortometraggio (2002)
- Moon (2009)
- Source Code (2011)
- Warcraft - L'inizio (Warcraft) (2016)
- Mute (2018)

### Sceneggiatore
- Whistle, regia di Duncan Jones – cortometraggio (2002)
- Warcraft - L'inizio (Warcraft), regia di Duncan Jones (2016)
- Mute, regia di Duncan Jones (2018)

### Produttore
- Whistle, regia di Duncan Jones (2002) – cortometraggio